# Christopher Morris (photographe)
Pour les articles homonymes, voir Christopher Morris et Morris.
Christopher Morris (Californie, 1958) est un photographe de guerre américain.

## Biographie
Christopher Morris est l'un des membres fondateurs de l'Agence VII.
Il a couvert plus de 18 conflits armés, dont la Guerre du Golfe et la guerre d'Afghanistan.
Morris travaille aussi pour le magazine TIME et est également portraitiste, réalisateur de nombreux reportages sur George W. Bush.

## Prix et récompenses
- 2007, Infinity Award du photojournalisme
- 1991, Prix Robert Capa Gold Medal

## Source de la traduction
- (en) Cet article est partiellement ou en totalité issu de l’article de Wikipédia en anglais intitulé « Christopher Morris (photographer) » (voir la liste des auteurs).